# Popular Party for Democracy and Development
Popular Party for Democracy and Development (PPDD) war eine im Jahr 1992 im westafrikanischen Staat Ghana gegründete Partei mit Sitz in Accra. Die Gründung der Partei wurde im Juni 1992 im Radio bekannt gegeben.
Vorsitzender der Partei war Kwame Wiafe, Generalsekretär wurde Kwesi Pratt. Die PPDD stand in der politischen Tradition der Nkrumaristen. Im Mai 1996 schloss sie sich der People’s Convention Party an. 
Die PPDD schloss sich am 10. September 1992 mit der People’s Heritage Party und der National Independence Party zu einer politischen Allianz zusammen. Die PPDD nahm an den Wahlen des Jahres 1992 aufgrund des allgemeinen Wahlboykotts der Oppositionsparteien nicht teil. Im Mai 1995 forderte Generalsekretär Pratt den früheren Militärdiktator und damaligen ersten Präsidenten Ghanas in der vierten Republik auf, von seinem Amt zurückzutreten und den Weg freizumachen für neue Wahlen. Die PPDD warf der Regierung unter Rawlings Inkompetenz vor.
Als Ausdruck der Opposition zu Rawlings versuchte die PPDD eine eingesetzte Menschenrechtskommission über einen gestellten Antrag zur Untersuchung von ungeklärten Todesfällen während der zweiten Machtübernahmen Rawlings seit dem 31. Dezember 1981 zu bewegen. Die Kommission lehnte die Antragsbefugnis der PPDD ab.